# Foot Locker

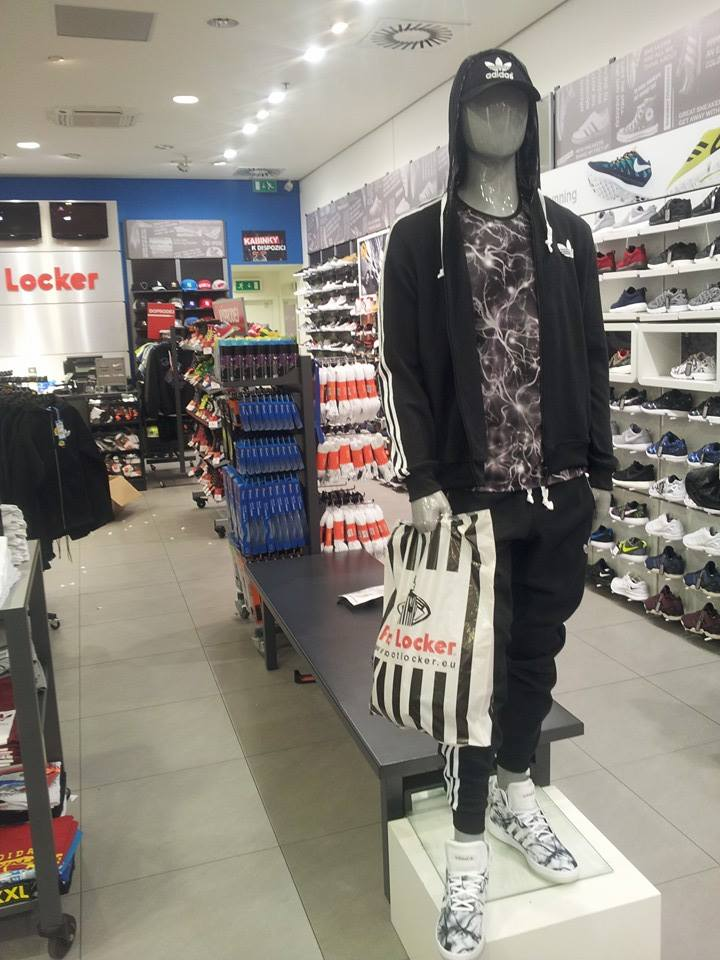
Prodejna v obchodním centru Chodov

Foot Locker je americká společnost se sportovním a sportovně designovým oblečením a obuví. Je zaměřena především na tenisky. Společnost byla založena 12. září 1974 společností F.W. Woolworth Company a Kinney Shoe Corporation.[zdroj?] V současné době se jedná o jednoho z největších dodavatelů sportovního zboží.[zdroj?] Společnost mimo jiné zajišťuje i speciální kolekci vytvořené jen pro ni. Takové zboží je opatřováno známkou „Exclusive for Foot Locker“ Sortiment zahrnuje například znaky Adidas, Nike, Vans, Converse, Puma, Lacoste a další.
Foot Locker vlastní i několik dceřiných společností; Foot Locker Europe, Foot Locker Asia/Pacific, Foot Locker Canada, Kids Foot Locker, Lady Foot Locker, House of Hoops, Footaction, SIX:02 a další.
Jen ve Spojených státech vlastní společnost Foot Locker přes 1100 prodejen, v Kanadě je to 132.[zdroj?] Obuv a oblečení Foot Locker je dostupné v Jižní Koreji, Saúdské Arábii, Spojených arabských emirátech, Turecku, Bahrajnu, Itálii, Francii, Německu, Spojeném království, Dánsku, Španělsku, Česku a dalších zemích.[zdroj?]